# 인도네시아에서의 이슬람교 확산
인도네시아 이슬람교의 도래와 확산에 관한 역사는 불분명하다. 일설에는 9세기 이전 아라비아(Arabia)에서 직접 왔다고 한다. 다른 설에 의하면, 12~13세기 수피(Sufi) 상인들과 전도사들이 구자라트(Gujarat)나 중동 지역에서 직접 인도네시아 제도들로 이슬람교를 가져왔다고 전한다. 이슬람교 도래 이전, 인도네시아에서의 지배 종교는 힌두교(Hinduism)(특히 시바교(Shaivism) 전통)와 불교였다.
특히, 이슬람교 확산은 느리고 점진적이었다. 사료가 불완전하지만, 한정된 증거만으로도 말레이반도(Malay Peninsula)와 다른 이슬람 술탄국(Islamic Sultanates) 믈라카 술탄국(Melaka Sultanate)의 군사력이 1446년 전쟁과 해양 무역 및 최후 시장들을 장악하는 등 무슬림 쿠데타 사건들을 통하여 일대 지역을 지배함에 따라, 이슬람교 확산이 15세기에 증대하였음이 증명되었다. 1511년, 토메 피레스(Tomé Pires)가 자바섬(Java island) 북쪽 연해에서 정령신앙자(animist)와 무슬림을 발견하였다. 일부 통치자들은 이슬람화된 무슬림들이지만, 일부 통치자들은 오래된 힌두교 전통 혹은 불교 전통을 따랐다. 마타람 술탄 아궁(Sultan Agung of Mataram)의 통치 기간 동안, 인도네시아 힌두교 불교 왕국들은 최소한 명목상으로나마 이슬람으로 개종하였다. 마지막 개종자는 1605년 마카사르(Makassar)였다. 마자파힛 제국(Majapahit empire) 멸망 후, 발리(Bali)는 자바에서 도주한 힌두교도 귀족이나 브라만(Brahman) 및 이들의 추종자들의 도피처가 되었다. 이로 인해 자바의 힌두 문화는 발리섬으로 이전되었다. 힌두교와 불교는 자바 동부 일부 지역에서 정령신앙(animism)과 융합된 형태로 현존하고 있다. 힌두교와 불교의 전통은 예전에 성행하였던 자바 동부와 중부에서도 계속 이어졌다. 정령신앙도 멀리 떨어진 인도네시아 다른 섬들에서도 신봉되었다.
기록에 의하면 인도네시아 동쪽 섬들에서의 이슬람교 확산은 1605년에 이뤄졌다. 다토 탈루(Dato' Tallu)라고 알려진 이슬람교도 3명이 마카사르(Makasar)에 왔었다. 다토 탈루 3명은 각각 다토리 반당(Dato'ri Bandang) 혹은 압둘 마크무르(Abdul Makmur) 혹은 카팁 퉁갈(Khatib Tunggal), 다토리 파티망(Dato'ri Pattimang) 혹은 술라이만 알리(Sulaiman Ali) 혹은 카팁 술룽(Khatib Sulung), 다토리 티로(Dato'ri Tiro) 혹은 압둘 자와드(Abdul Jawad) 혹은 카팁 붕수(Khatib Bungsu)이었다. 크리스천 펠라스(1985)에 의하면, 다토 탈루는 고와 왕(King of Gowa)와 탈로(Tallo)를 개종시켰고, 이들의 이름을 술탄 무하마드(Sultan Muhammad)로 고쳤다.
이슬람교의 확산은 처음에는 인도네시아 제도 외부로 교역 연결망을 늘리는 방식으로 이뤄졌다. 보통 무역상이나 주요 왕국 왕실이 이슬람교로 개종한 최초의 사람들이었다. 이러한 왕국들로는 자바 중부의 마타람 술탄국(Mataram Sultanate), 동쪽으로는 말루쿠 제도(Maluku Islands) 테르나테(Ternate)와 티도레(Tidore) 술탄국이었다. 13세기 말, 이슬람교는 수마트라(Sumatra) 북부에도 수립되었다. 14세기에 이르면 말라야(Malaya) 동북부, 브루나이(Brunei), 필리핀(Philippines) 남부, 자바 동부 일부 궁정에까지 확산되었다. 15세기에는 말라카(Malacca)와 말레이 반도(Malay Peninsula) 기타 지역으로까지 확산되었다. 이슬람교 확산이 인도네시아 제도 서쪽에서 시작되었다고 알려져 있지만, 편재된 증거들은 인접한 지역으로 물밀듯이 개종이 이뤄진 것은 아니라고 전한다. 오히려 이런 자료들은 개종 및 확산 과정이 복잡하고 느렸다는 것을 보여준다.
인도네시아 역사에서 가장 중요한 발전 중 하나이지만, 역사적 증거가 파편적이고 부족하여, 이슬람교의 인도네시아 도래를 이해하는 것은 제한적이다. 인도네시아 민족들의 개종에 관하여 이끌어낼 수 있는 결론이 무엇인지에 대하여서는 학자들마다 상당한 논쟁이벌어지고 있다.:3 최소한 확산 과정의 초기 단계의 증거들은 묘비와 여행자들의 진술이지만, 이는 토착 무슬림들이 특정 시기 특정 장소에 있었다는 것만을 보여준다. 이 증거로는 생활 양식이나 사회에 얼마나 깊이 영향을 끼쳤는지에 관한 복잡한 문제들을 설명할 수 없다. 예를 들어, 군주가 무슬림이 된다고 해서 이슬람화 과정이 완수되었다고는 할 수 없다. 오히려 과정은 인도네시아에서 현재까지도 진행되고 있다. 그럼에도 자바섬에 있었던 힌두교 제국 마자파히트(Majapahit)가 이슬람교 드막 술탄국(Demak Sultanate)에게 망함으로써 명료한 전환점이 발생하였다.1527년, 무슬림 군주는 새롭게 정복한 순다 켈라파(Sunda Kelapa)를 '진귀한 승리'라는 뜻의 자야카르타(Jayakarta)로 개명하였다. 이는 훗날 자카르타(Jakarta)가 되었다. 이 정복 이후 이슬람 동화 과정은 급격하게 진행되었다.

## 같이 보기
- 인도네시아의 역사